# Circulação hidrotermal
Circulação hidrotermal no seu sentido mais geral refere-se à circulação de água quente. Ocorre sobretudo na vizinhança de fontes de calor no interior da crusta terrestre, geralmente próximo zonas de vulcanismo activo, mas pode ocorrer na crusta profunda relacionada com uma intrusão de granito, ou como resultado de orogenia ou metamorfismo.

## Circulação hidrotermal nos fundos oceânicos
A circulação hidrotermal nos oceanos é a passagem de água através dos sistemas de dorsal oceânica.
Refere-se tanto à circulação das bem conhecidas, águas de alta temperatura emitidas por fissuras hidrotermais próximas das cumeadas das cristas oceânicas, como ao difuso fluxo de água de muito menor temperatura através dos sedimentos e basalto enterrados para lá das cumeadas das cristas. O primeiro tipo de circulação é por vezes dito activo e o segundo passivo. Em ambos os casos o princípio é o mesmo: água do mar fria e densa afunda-se no basalto do fundo oceânico e é aquecida em profundidade após o que ascende de novo ao interface rocha-água oceânica devido à sua menor densidade. A fonte de calor para as fontes hidrotermais activas é o basalto recém-formado, e, para as fontes de maior temperatura, a câmara magmática subjacente. A fonte de calor para as fontes passivas são os basaltos ainda em arrefecimento mais antigos. Estudos de fluxo de calor do fundo oceânico sugerem que os basaltos da crusta oceânica levam milhões de anos a arrefecer completamente enquanto continuam a manter sistemas passivos de circulação hidrotermal.
Fontes hidrotermais são locais no fundo oceânico onde fluidos hidrotermais se misturam com o oceano sobrejacente. Talvez o mais bem conhecido tipo sejam as chaminés desiganadas como fumarolas negras.

## Circulação hidrotermal vulcânica e magmática
A circulação hidrotermal não se limita a ambientes de dorsal oceânica. A água expelida pelos géiseres e nascentes termais é água subterrânea aquecida convectando por baixo e lateralmente à fonte hidrotermal. Células de convecção de circulação hidrotermal existem onde quer que uma fonte de calor anómala, como uma intrusão magmática, entre em contacto com o sistema de águas subterrâneas.

## Crusta profunda
Pode ainda referir-se circulação hidrotermal, ao transporte e circulação de água no interior da crusta profunda, geralmente desde áreas de rochas quentes para áreas de rochas mais frias. A origem desta convecção pode ser:
- Intrusão magmática na crusta
- Calor radioactivo gerado por massas graníticas frias
- Calor do manto
- Carga hidráulica produzida por cadeias montanhosas, por exemplo, a Grande Bacia Artesiana
- Desidratação de rochas metamórficas
- Desidratação de sedimentos profundamente enterrados

A circulação hidrotermal, particularmente na crusta profunda, é uma causa primária de formação de depósitos minerais e um ponto-chave da maioria das teorias sobre a génese de minérios.

### Depósitos minerais hidrotermais
No início do século XX vários geólogos tentaram classificar depósitos minerais hidrotermais que se pensava terem sido formados pelo fluxo ascendente de soluções aquosas. Waldemar Lindgren desenvolveu uma classificação baseada na interpretação das descidas da temperatura e pressão do fluido depositante. Os termos por ele usados: hipotermal, mesotermal, epitermal e teleotermal baseavam-se em temperaturas decrescentes e distâncias crescentes à fonte profunda. Apenas o termo epitermal foi utilizado em trabalhos recentes. A revisão feita por John Guilbert em 1985 ao sistema de classificação de depósitos hidrotermais de Lindgren inclui os seguintes:
- Fluidos hidrotermais ascendentes água magmática ou meteórica
  - Pórfiros de cobre e outros depósitos, 200 - 800 °C, pressão moderada
  - Metamórficos ígneos, 300 - 800 °C, pressão baixa a moderada
  - Filões de cordilheira, profundidades baixas a intermédias
  - Epitermais, profundidades baixas a intermédias, 50 - 300 °C, baixa pressão
- Circulação de soluções meteóricas aquecidas
  - Depósitos tipo Mississippi Valley, 25 - 200 °C, baixa pressão
  - Depósitos de urânio, 25 - 75 °C, baixa pressão
- Circulação de água do mar aquecida
  - Sulfuretos maciços vulcanogénicos, 25 - 300 °C, baixa pressão